# Gammertingen (Adelsgeschlecht)

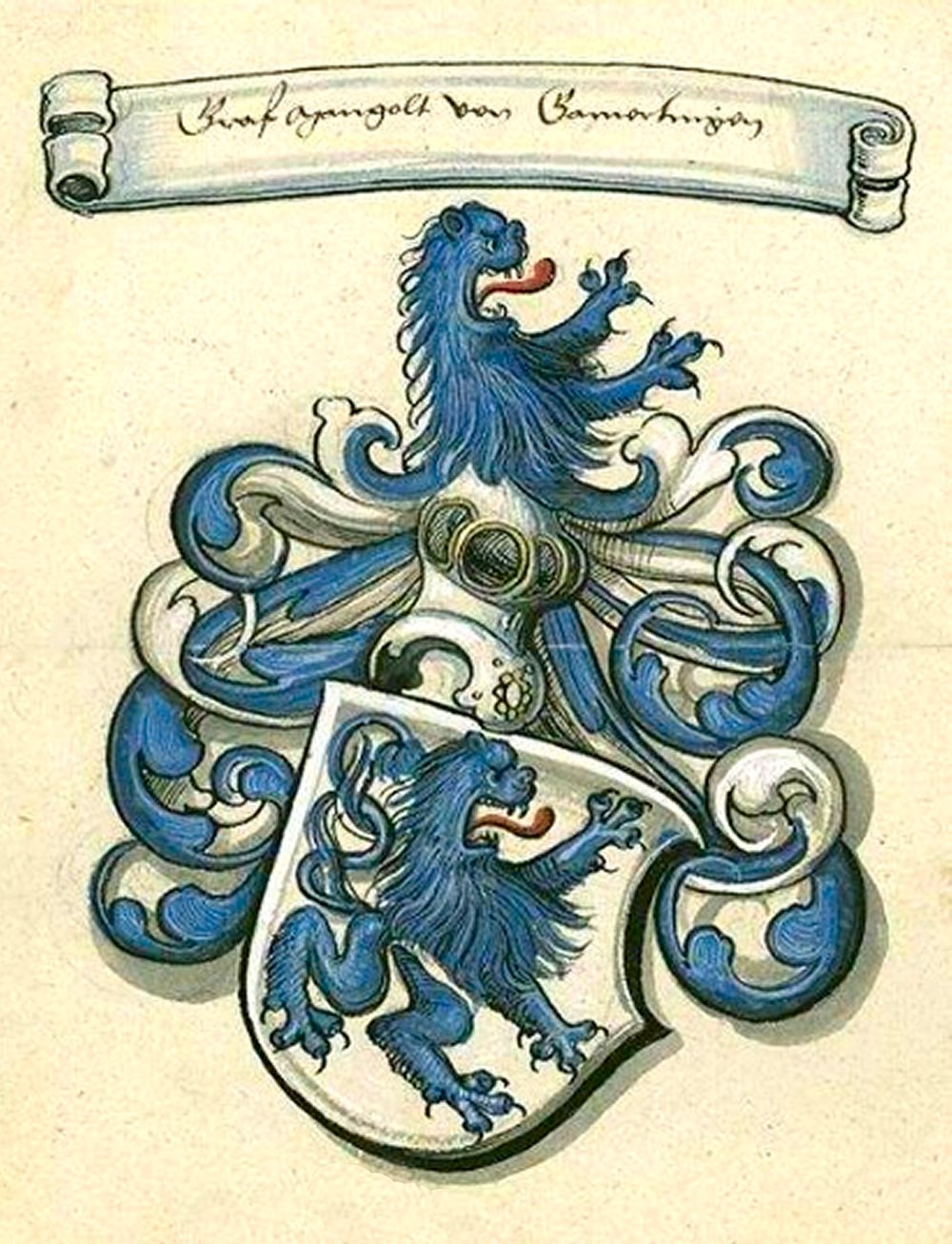
Wappen der Grafen von Gammertingen (erstellt 1535)

Die Grafen von Gammertingen (auch: Gammertinger) waren eine Familie schwäbischer Grafen des 11. und 12. Jahrhunderts mit Stammsitz bei Gammertingen, später auch Hettingen und Achalm im heutigen Baden-Württemberg. Seit ihrer ersten urkundlichen Erwähnung im Jahr 1101 sind Mitglieder dieser Familie auch als Grafen von Hettingen und Grafen von Achalm bezeugt.

## Geschichte
In der zweiten Hälfte des 11. Jahrhunderts errichteten die Grafen von Gammertingen, deren Herkunft nicht geklärt ist, bei Gammertingen ihren ersten Stammsitz Burg Baldenstein. Im Jahr 1101 wurden sie erstmals in einer Urkunde des Klosters Allerheiligen in Schaffhausen erwähnt. Die Grafen hatten unter anderem mit den Orten Zuoz und Pontresina Besitz im Oberengadin, den sie 1139 an den Bischof von Chur verkauften. Festgehalten ist der Verkauf in den Gamertinger Urkunden.
Um 1120 begannen sie mit dem Bau einer zweiten Burg über dem Dorf Hettingen (Hatingen) und wurden fortan auch Grafen von Gammertingen-Hettingen genannt.
1134 gelangten sie in Besitz und Titel der früheren Grafen von Achalm.
1138 wurden sie als Besitzer Neufras (Nufiron) in Bertholds Zwiefalter Chronik erwähnt.
Ihr Stammsitz auf Burg Baldenstein wurde 1150 durch einen Brand zerstört. Bis zu ihrem Erlöschen am Anfang des 13. Jahrhunderts waren sie Grafen von Achalm-Hettingen.
Nach dem Erlöschen der Grafenfamilie Anfang des 13. Jahrhunderts fiel die Herrschaft über Gammertingen und Hettingen an die Grafen von Veringen, 1447 an die Herren von Rechberg, 1467 an Ulrich V. von Württemberg, um 1480 an die Herren von Bubenhofen, die Hettingen zu ihrer Residenzstadt machten, 1524 an die Freiherren von Speth und schließlich 1806 an das Fürstentum Hohenzollern-Sigmaringen.
Die Herrschaft über die Achalm übernahmen die Herren von Neuffen.

## Stammliste
1. Arnold († 1090)
  1. Ulrich I. von Gammertingen († 18. September 1110) Graf von Gammertingen 
⚭ Adelheid von Dillingen († 1. Dezember 1141 als Nonne zu Zwiefalten), Tochter des Hartmann I. von Dillingen
    1. Ulrich II. von Gammertingen († 18. September 1150), 1116 Graf von Gammertingen, 1134 und 1137 Graf von Achalm, Vogt von St. Gallen, starb als Mönch zu Zwiefalten 
⚭ Judith von Zähringen, Tochter des Herzogs Berthold II. von Zähringen
      1. Ulrich III. von Gammertingen († 1165), Graf von Gammertingen, (Graf von Achalm-Hettingen ?), Vogt des Klosters St. Gallen
⚭ Adelheid
        1. NN Sohn
        2. Udelhild von Gammertingen († 26. Oktober nach 1191), Markgräfin von Ronsberg 
⚭ Heinrich I. Markgraf von Ronsberg (6. September 1191)

      2. Konrad I. († 19. Juli vor 1150) Graf von Achalm
        1. Konrad von Gammertingen (19. April 1193), Abt von Zwiefalten

      3. Berta († 08.11. nach 1150) Nonne zu Zwiefalten
      4. Adelheid Nonne zu Zwiefalten

    2. Adalbert I. von Hettingen († 13. Oktober vor 1150), 1113 bezeugt als Graf von Gammertingen, 1134–1142 Graf von Achalm-Hettingen, 1138–1139 als Mönch in Zwiefalten bezeugt 
⚭ Adelheid
      1. Adalbert II. († 12. September vor 1172) Graf von Achalm-Hettingen, 1161 als Graf von Achalm bezeugt 
(⚭ Mechthild Gräfin von Hettingen)
        1. zwei Söhne, jung gestorben
        2. Adelheid von Gammertingen († 10. März nach 1208), Gräfin von Achalm-Hettingen 
⚭ vor 1167 Berthold I. von Weissenhorn und Neuffen (* 1160; † nach 1221), 1170/82 Graf von Achalm 
→ Grafen von Veringen, Herren von Neuffen

      2. Adelheid von Hettingen, Nonne zu Zwiefalten
2. Berthold, 1071/77 bezeugter königlicher Rat ?
3. Liutpold von Meersburg († 1071), Verwandter von Werner von Achalm Bischof von Straßburg ?

Anmerkung: Die für diese Zeit dürftige Quellenlage beschränkt sich auf Vermerke in Ortliebi Zwifaltensis Chronicon I.20; Bertholdi, Zwifaltensis Chronicon 21; Necrologium Zwifaltense; Fragmenta Necrologii Neresheimenses

## Wappen
Blasonierung: In Silber ein blauer, linksgewendeter Löwe. Auf dem Helm derselbe Löwe wachsend. Die Helmdecken sind blau-silbern.